# ヒルベルト＝シュミット積分作用素
数学の分野において、ヒルベルト＝シュミット積分作用素（ヒルベルト＝シュミットせきぶんさようそ、英: Hilbert-Schmidt integral operator）は、積分変換の一種である。特に、n-次元ユークリッド空間 Rn 内の与えられた領域（開かつ連結な集合）Ω に対して、ヒルベルト＝シュミット核（Hilbert-Schmidt kernel）は次を満たす関数 k : Ω × Ω → C として与えられる：
{\displaystyle \int _{\Omega }\int _{\Omega }|k(x,y)|^{2}\,dx\,dy<\infty .}
すなわち、k の L2(Ω×Ω; C) ノルムは有限である。これに対応するヒルベルト＝シュミット積分作用素は、次のような作用素 K : L2(Ω; C) → L2(Ω; C) のことを言う：
{\displaystyle (Ku)(x)=\int _{\Omega }k(x,y)u(y)\,dy.}
このとき、K はヒルベルト＝シュミットノルム
{\displaystyle \Vert K\Vert _{\mathrm {HS} }=\Vert k\Vert _{L^{2}}}
を備えるヒルベルト＝シュミット作用素であることに注意されたい。ヒルベルト＝シュミット積分作用素は、すべてのヒルベルト＝シュミット作用素がそうであるように、連続（したがって有界）かつコンパクトである。
ヒルベルト＝シュミット作用素の概念は、任意の局所コンパクトハウスドルフ空間へと拡張できる場合もある。具体的に、X を、正のボレル測度を備える局所コンパクトなハウスドルフ空間とする。また、L2(X) を可分なヒルベルト空間とする。Rn 上の核 k についての上述の条件は、L2(X × X) に k が属することを要求するものであると解釈できる。このとき、作用素
{\displaystyle (Kf)(x)=\int _{X}k(x,y)f(y)\,dy}
はコンパクトである。もしも
{\displaystyle k(x,y)={\overline {k(y,x)}}}
が成立するなら、K は自己共役作用素であり、したがってスペクトル定理が適用される。これは、このような作用素の基本的な構成方法の一つであり、無限次元ベクトル空間についての問題を、よく知られている有限次元固有空間の問題へと簡略化する際にしばしば用いられている。そのような例については、参考文献にある Bump の本の第 2 章を見られたい。